# 푼틸라투코투코
푼틸라투코투코(Ctenomys coludo)는 투코투코과에 속하는 설치류의 일종이다. 아르헨티나 중부 지역의 토착종이다. 일반명은 모식산지 라 푼틸라(La Puntilla)의 이름에서 유래했다. 아르헨티나 표본 수집가 부딘(Emilio Budin)이 수집한 표본을 1920년 영국 동물학자 토마스(Oldfield Thomas)가 처음 기술했다.

## 분류학
일부 저자들은 칠레에서 발견되는 황갈색투코투코(Ctenomys fulvus)의 이명으로 간주하기도 하며, 유사성이 확인되기 전까지는 좀더 조사가 필요하다.

## 특징
푼틸라투코투코는 상당히 큰 투코투코이다. 모식표본의 머리부터 몸까지 길이는 205mm이고, 꼬리 길이는 97mm이다. 연한 색을 띠며, 긴 꼬리와 좁은 두개골 그리고 넓은 청각융기(중간과 내이를 둘러싸는 두개골의 빈 뼈 구조)가 같은 지역에 사는 다른 투코투코와 구별된다. 같은 지역에 서식하는 카타마르카투코투코(Ctenomys knighti)는 진한 색을 띠고, 포슈투코투코(Ctenomys fochi)는 작다.

## 보전 상태
표본이 처음 수집된 아르헨티나 카타마르카주 라 푼틸라 지역에서만 알려져 있으며, 해발 약 1000m 고도에서 서식한다. 개체수 크기와 추이 등 알려진 정보가 충분치 않아서 국제 자연 보전 연맹(IUCN)이 보전 상태를 "정보부족종"으로 분류하고 있다.